# 라토뉴
라토뉴(프랑스어: Ratonneau)는 프리울 제도의 한 섬이다. 상대적으로 길쭉한 편이다. 포메거스와 1822년 몰을 설치하면서 이어지게 되었다. 주로 항구로 쓰이고 있다.